# Corydalis giraldii
Corydalis giraldii är en vallmoväxtart som beskrevs av Friedrich Karl Georg Fedde. Corydalis giraldii ingår i släktet nunneörter, och familjen vallmoväxter. Inga underarter finns listade i Catalogue of Life.